# Kallvattenkällor i Sverige
Denna artikel är en förteckning över några av Sveriges kallvattenkällor. För specifika hälsokällor, se Brunnsort

## Kallvattenkällor i urval
- Eketorps fornborg (källan omvandlad till brunn)
- Gladbäcken
- Gröntjärn
- Hångers källa, Gotland
- Sandakällan, Nacka kommun
- Mars källa, Södertälje kommun
- Sankt Botvids källa, Salems kommun
- Storkällan, Tyresö kommun
- Tullgarns kallvattenkälla
- Vårby källa, Vårby